# Ernst Heinrich Buschbeck
Ernst Heinrich Buschbeck (geboren 7. Januar 1889 in Wien, Österreich-Ungarn; gestorben 13. Mai 1963 in Boca do Inferno, Portugal) war ein österreichischer Kunsthistoriker.

## Leben
Ernst Heinrich Buschbeck stammte aus einer österreichischen Offiziersfamilie. Er besuchte das Schottengymnasium und begann ein Studium der Philosophie und Rechtswissenschaften in Lausanne und Wien und wandte sich dem Studium der Geschichte und Kunstgeschichte in Berlin, Halle und Wien zu. Er wurde 1913 bei Max Dvořák mit einer Dissertation über die französische und spanische Skulptur im 12. Jahrhundert promoviert. Buschbeck nahm als Kavallerieoffizier von 1914 bis 1918 am Ersten Weltkrieg teil.
Ab 1919 arbeitete er als wissenschaftlicher Assistent in der Gemäldegalerie des Kunsthistorischen Museums in Wien und wurde 1920 in die Musealabteilung des österreichischen Bundesministeriums für Unterricht berufen. Er war mit der Abwicklung der Museumsbestände im Rahmen der Auflösung der Donaumonarchie befasst und „verteidigte erfolgreich die Besitzansprüche“ der Republik Österreich in der Nachfolge Österreich-Ungarns gegen ausländische Forderungen 1923 kehrte er als Kustosadjunkt in das Kunsthistorische Museum zurück und stieg in den Folgejahren kontinuierlich in der Beamtenhierarchie auf, 1937 zum Kustos 1. Klasse. Er arbeitete nebenher in der Erwachsenenbildung in Wien und schrieb Kunstkritiken für das Neue Wiener Tagblatt. Buschbeck und Hans Tietze waren 1922 Mitgründer der „Gesellschaft zur Förderung moderner Kunst“, und er wirkte im Wiener Kulturbund sowie im Verein für Denkmal- und Stadtbildpflege mit.
Buschbeck hatte sich nach 1934 mit dem Austrofaschismus arrangiert, stand aber in Opposition zu den Nationalsozialisten, die 1938 mit dem Anschluss Österreichs die Macht übernahmen. Von einer Dienstreise nach England kehrte Buschbeck im Juni 1939 nicht mehr nach Österreich zurück. In London schloss er sich dem Free Austrian Movement und anderen Initiativen der österreichischen Emigranten an und arbeitete für das deutschsprachige Programm der BBC.
Nach Kriegsende war er ab Februar 1946 wieder an der Gemäldegalerie des Kunsthistorischen Museums beschäftigt und wurde 1949 deren Direktor. 1953 avancierte er noch zum Verwaltungsdirektor des Kunsthistorischen Museums. Nach seiner Pensionierung 1954 war er verantwortlich für den Transfer der Czerninschen Gemäldegalerie zur Residenzgalerie nach Salzburg und deren Neuaufstellung sowie für die zeitweise Neuaufstellung der Harrachschen Gemäldegalerie im Palais auf der Freyung in Wien.
Buschbeck arbeitete als Pensionär nebenher noch als kunsthistorischer Reisebegleiter und starb bei einem Arbeitsunfall in Portugal am Boca do Inferno.

## Schriften (Auswahl)
- Der Pórtico de la Gloria von Sant Jago de Compostela. Beiträge zur Geschichte der französischen und der spanischen Skulptur im XII. Jahrhundert. Bard, Wien 1919.
- Frühmittelalterliche Kunst in Spanien. (= Bibliothek der Kunstgeschichte 59). E. A. Seemann, Leipzig 1923.
- Führer durch die Gemäldegalerie. Kunsthistorisches Museum, Wien 1928.